# Unterschwenden
Unterschwenden (westallgäuerisch: Undərschwendə) ist ein Gemeindeteil der Marktgemeinde Scheidegg im bayerisch-schwäbischen Landkreis Lindau (Bodensee).

## Geographie
Der Weiler liegt circa zwei Kilometer südwestlich des Hauptorts Scheidegg und zählt zur Region Westallgäu.

## Ortsname
Der Ortsname stammt vom mittelhochdeutschen Wort swende, was „roden“, gerodetes Land bedeutet. Zudem beschreibt der Ortsname die relative Lage zu Oberschwenden.

## Geschichte
Der Ort wurde erstmals im Jahr 1569 als Underschwende urkundlich erwähnt. 1771 fand die Vereinödung des Orts mit drei Teilnehmern statt. Unterschwenden gehörte einst dem Gericht Kellhöfe an.